# قسطنطين إيفانوفيتش استومن
قسطنطين إيفانوفيتش استومن (بالروسية:Константин Иванович Истомин) هو أدميرال روسي ولِد في 28 سبتمبر 1807م في محافظة إستونيا التابعة للإمبراطورية الروسية. شَغِل منصب حاكم أرخانغلسك العسكري، ورئيس المحكمة البحرية الرئيسية التابعة للأسطول الروسي.

## العائلة
ولد في 28 سبتمبر 1807م في مدينة تالين بمحافظة إستونيا، في عائلة وزير الخزانة الأستونية إيفان أندريفيتش استومن، وهو شقيق كل من فلاديمير استومن وبافل استومن.

## سيرته العسكرية
في عام 1819م انضم إلى سلاح البحرية كاديت وفي عام 1821م تخرج منها كضابط صف في أسطول البحر الأسود، وفي عام 1824م تمت ترقيته الى رتبة ضابط بحري.
شارك في معركة نافارين وحصل على وسام القديسة آنا من الدرجة الرابعة؛ في عام 1833م بعد إقامته مع الأسطول الروسي في القسطنطينية، حصل على وسام القديس فلاديمير من الدرجة الرابعة.
من عام 1835م الى أغسطس 1837م قاد المركب الشراعي «رسول».
من عام 1840م إلى سبتمبر 1841 قاد الفرقاطة فلورا.
في 5 ديسمبر 1841م، حصل على وسام القديس جورج من الدرجة الرابعة.
منذ عام 1845م قاد العديد من السفن وقام بحملات عديدة.
في 7 أبريل 1846م تمت ترقيته الى رتبة نقيب من الدرجة الأولى وعُيّن جناحاً مساعداً للإمبراطور نيكولاي الأول.
في عام 21 يوليو 1849م شارك في معركة ديبريسين ضد المجريين وحصل على وسام القديس فلاديمير من الدرجة الثالثة وحصل أيضاً على صليب ليوبولد النمساوي.
في 19 أبريل 1853م تمت ترقيته الى رتبة أميرال خلفي.
في حرب القرم، شارك في صد هجوم أسطول الحلفاء بالقرب من كرونشتات، وفي عام 1856م حصل على وسام ستانيسلاوس من الدرجة الأولى.
في عام 1857م كان رئيسًا للجنة العسكرية - القضائية المعينة لتحليل الانتهاكات المكتشفة في قسم مفوضية إدارة البحر الأسود. لعمله في هذه اللجنة حصل على وسام القديسة آنا من الدرجة الأولى.
من عام 1858 حتى 1859م كان رئيس سرب البحر الأبيض المتوسط.
من 1 فبراير 1860 إلى 6 أغسطس 1862م كان القائد الأعلى لميناء أرخانغلسك والحاكم العسكري لها، ثم تم تعيينه عضواً في مجلس الأميرالية الروسية.
في 8 سبتمبر 1860م حصل على وسام القديس فلاديمير من الدرجة الثانية؛ وفي 23 أبريل 1861م تمت ترقيته إلى رتبة نائب أميرال (فريق بحري).
في 19 أبريل 1864م حصل على وسام العقاب الأبيض، وفي 1 يناير 1870م تمت ترقيته الى رتبة أدميرال (فريق أول بحري).
في 16 أبريل 1872م حصل على وسام القديس ألكسندر نيفيسكي.
من 23 أكتوبر 1875 حتى وفاته، كان رئيس المحكمة البحرية الرئيسية التابعة للأسطول الروسي.
توفي في 2 أكتوبر 1876م ودفن في مقبرة نيكولسكي.

## الجوائز
وسام القديسة آنا من الدرجة الرابعة عام 1827م.
وسام القديس فلاديمير من الدرجة الرابعة عام 1833م.
وسام القديس جورج من الدرجة الرابعة عام 1841م.
وسام القديس فلاديمير من الدرجة الثالثة عام 1849م.
صليب ليوبولد النمساوي عام 1849م.
وسام القديس ستانيسلاوس من الدرجة الأولى عام 1856م.
وسام القديسة آنا من الدرجة الأولى عام 1857م.
وسام القديس فلاديمير من الدرجة الثانية عام 1860م.
وسام العقاب الأبيض عام 1864م.
وسام القديس ألكسندر نيفيسكي عام 1872م.